# Art Bragg
Art Bragg (eigentlich Arthur George Bragg; * 3. Dezember 1930 in Baltimore; † 25. August 2018 in Kalifornien) war ein US-amerikanischer Sprinter.
1951 gewann er bei den Panamerikanischen Spielen in Mexiko-Stadt Silber über 100 und 200 Meter und siegte mit der US-amerikanischen Mannschaft in der 4-mal-100-Meter-Staffel.
Bei den Olympischen Spielen 1952 in Helsinki erreichte er über 100 Meter das Halbfinale.
Dreimal wurde er US-Meister über 100 Meter bzw. 100 Yards (1950, 1953, 1954) und einmal über 220 Yards (1954). 1951 wurde er für das Morgan State College startend NCAA-Meister über 100 Yards, 1954 wurde er Kanadischer Meister über 220 Yards.

## Persönliche Bestzeiten
- 100 yds: 9,4 s, 18. Juni 1954, St. Louis
- 100 m: 10,3 s, 29. Juli 1953, Köln
- 200 m: 20,6 s, 29. Juli 1953, Köln